# Alsdorf (Renania Settentrionale-Vestfalia)
Alsdorf è una città di 47 678 abitanti della Renania Settentrionale-Vestfalia, in Germania.
Appartiene al distretto governativo di Colonia ed alla regione urbana di Aquisgrana.
Alsdorf possiede lo status di "Media città di circondario" (Mittlere kreisangehörige Stadt).

## Amministrazione

### Gemellaggi
Alsdorf è gemellata con:
- Saint-Brieuc, dal 1970
- Brunssum, dal 1988
- Hennigsdorf, dal 1995